# Xabier Fernández
Xabier Fernández Gaztañaga (Ibarra, 19 de outubro de 1976) é um velejador espanhol, campeão olímpico e bi-mundial na classe 49er.

## Carreira
Xabier Fernández representou seu país nos Jogos Olímpicos de 2004, 2008 e 2012, na qual conquistou a medalha de ouro na classe 49er em 2004 e prata em 2008. 